# دييغو ويليس
دييغو ويليس (بالإسبانية: Diego Willis)‏ (11 مايو 1999 في المكسيك - ) هو لاعب كرة سلة مكسيكي في مركز الهجوم خلفي.

## وصلات خارجية
- دييغو ويليس على موقع الاتحاد الدولي لكرة السلة (الإنجليزية)
- دييغو ويليس على موقع كرة السلة الأوروبية.كوم (الإنجليزية)
- دييغو ويليس على موقع كلية كرة السلة في سبورتس رفرنس.كوم (الإنجليزية)
- دييغو ويليس على موقع ريلجم (الإنجليزية)
- دييغو ويليس على موقع بروبوليرز (الإنجليزية)